# 上海港国际客运中心

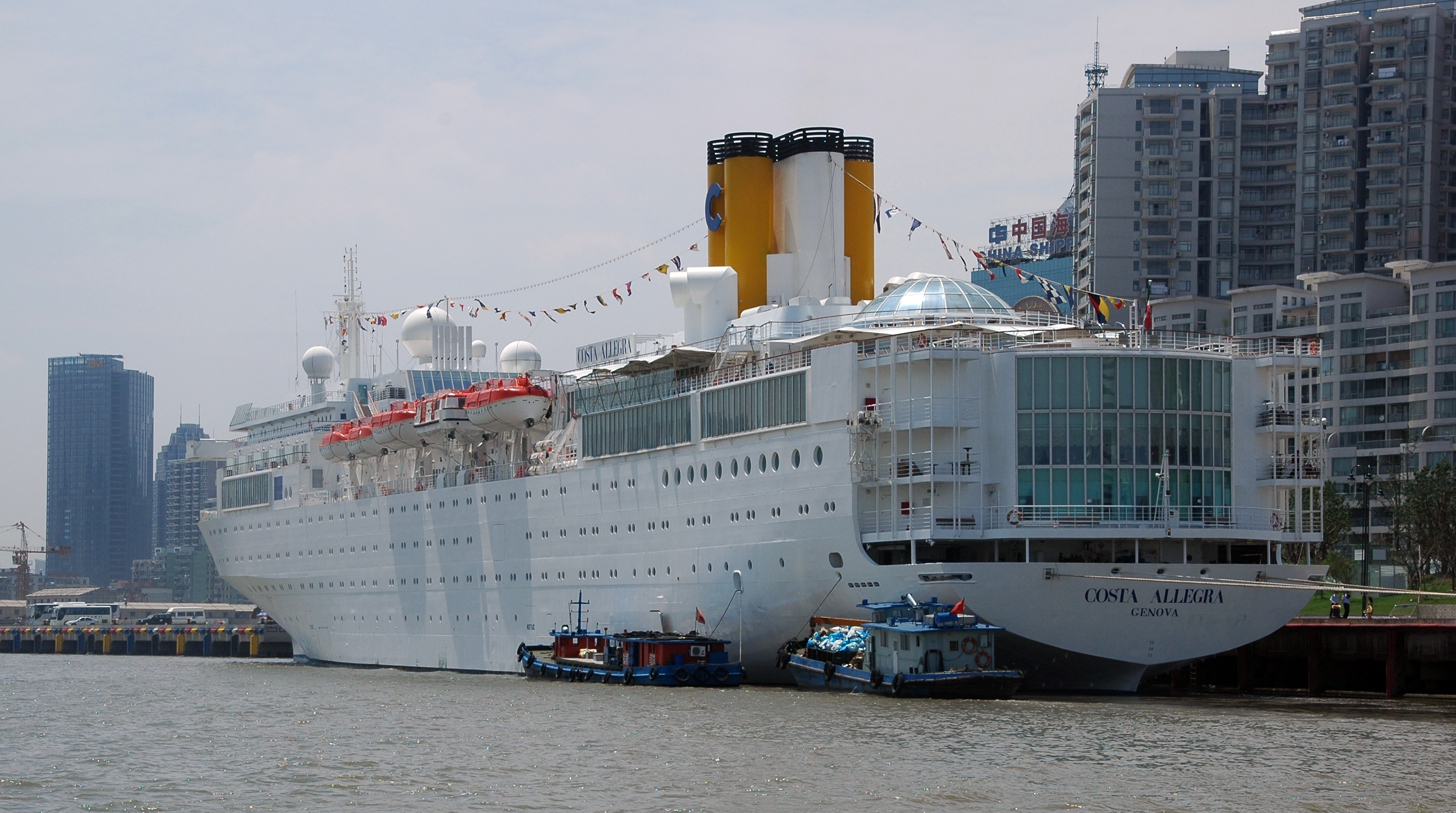
歌詩達愛蘭歌娜號停泊上海港國際客運中心

上海港国际客运中心簡稱国客中心，是中華人民共和國上海市虹口區北外灘黃浦江邊的一座郵輪碼頭，西起虹口港，東至高阳路。总建筑面积约40万平方米，共有13個項目。

## 历史
2004年初，上海港国际客运中心开工建设。2006年7月2日，上海港国际客运中心迎來首艘停靠郵輪。2008年4月4日，上海港国际客运中心候船大厅啟用。2009年7月1日，上海港国际客运中心全面建成並試運行。

## 交通
- 上海轨道交通12号线国际客运中心站